# Municipio de East St. Louis
El municipio de East St. Louis (en inglés: East St. Louis Township) es un municipio ubicado en el condado de St. Clair en el estado estadounidense de Illinois. En el año 2010 tenía una población de 27006 habitantes y una densidad poblacional de 725,51 personas por km².

## Geografía
El municipio de East St. Louis se encuentra ubicado en las coordenadas 38°36′57″N 90°7′46″O / 38.61583, -90.12944. Según la Oficina del Censo de los Estados Unidos, el municipio tiene una superficie total de 37.22 km², de la cual 36.24 km² corresponden a tierra firme y (2.64%) 0.98 km² es agua.

## Demografía
Según el censo de 2010, había 27006 personas residiendo en el municipio de East St. Louis. La densidad de población era de 725,51 hab./km². De los 27006 habitantes, el municipio de East St. Louis estaba compuesto por el 0.89% blancos, el 97.96% eran afroamericanos, el 0.1% eran amerindios, el 0.1% eran asiáticos, el 0.01% eran isleños del Pacífico, el 0.11% eran de otras razas y el 0.83% pertenecían a dos o más razas. Del total de la población el 0.49% eran hispanos o latinos de cualquier raza.